# Stelis complanata
Stelis complanata är en orkidéart som beskrevs av Carlyle August Luer och F.Werner. Stelis complanata ingår i släktet Stelis och familjen orkidéer. Inga underarter finns listade i Catalogue of Life.